# Daube avignonnaise
La daube avignonnaise (adòba avinhonenca, adobo avignounenco) est une variante de la daube classique. Au lieu de bœuf, on utilise de l'épaule d'agneau ou de mouton, et la marinade se fait dans du vin blanc.

## Historique
Cette recette est proche de celle de la carbonnade (carbonada, carbounado). Citée par Mistral dans le Pouèmo dóu Rose (« Poème du Rhône ») comme étant servie aux mariniers, développée par René Jouveau dans l’Armana prouvençau (L'Almanach provençal) de 1950, la carbonnade est un plat à base de mouton cuit à l'étouffée avec des légumes et du vin blanc. Elle était servie avec des haricots blancs et des fonds d'artichaut.

## Ingrédients
Outre l'épaule d'agneau et le vin blanc, il est utilisé pour la préparation de ce mets de la couenne, de l'huile d'olive, des carottes, des oignons, des herbes de Provence, un zeste d'orange, du persil, du sel et du poivre.

## Marinade
La viande, coupée en dés, est mise à mariner avec de l’huile et du vin, dans lesquels ont été ajoutés du poivre concassé, du thym, du laurier, un zeste d’orange. Les morceaux restent dans cette marinade entre 8 et 12 heures.

## Préparation
Les morceaux de viande sont d'abord saisis dans l'huile d'olive. Puis le vin de la marinade, ses aromates et le persil sont portés à ébullition. Dans le plat de cuisson sont placés la couenne, les carottes coupées en rondelles et les oignons émincés. Enfin, les morceaux de viande et leur jus sont recouverts avec la marinade. La cuisson peut se faire au four ou en cocotte.

## Accord mets/vin
Traditionnellement ce mets est accompagné d’un vin rouge tel que le côtes-du-rhône, le ventoux, le costières-de-nîmes ou le grignan-les-adhémar. 